# Yarbaşı, Düziçi
Yarbaşı là một xã thuộc huyện Düziçi, tỉnh Osmaniye, Thổ Nhĩ Kỳ. Dân số thời điểm năm 2010 là 3544 người.